# Setopagis whitelyi
Setopagis whitelyi е вид птица от семейство Caprimulgidae.

## Разпространение
Видът е разпространен в Бразилия и Венецуела.